# 예천문화관광재단
예천문화관광재단(醴泉文化觀光財團, Yecheon Cultural Tourism Foundation)은 예천군의 지역문화진흥에 중요시책을 수행하는 지자체 출연기관으로 경북 예천군 예천읍 충효로 209-15에 위치해 있다.

## 설립 근거
- 경상북도 예천군조례 제2396호[1]

## 설립 목적
- 지역정체성을 바탕으로 특화된 예천문화관광정책의 개발 추진과 곤충엑스포 등 지역 축제를 육성함으로써 대외적으로는 예천군의 이미지와 브랜드 효과를 제고하고 대내적으로는 지역경제 발전과 주민의 문화 복지 향상을 목적으로 한다.

## 주요 업무
- 지역문화관광 관련 정책 개발 및 지원
- 지역문화관광 사업의 추진 및 자문
- 문화관광 관련 국도비 공모사업 추진
- 국내외 문화관광 교류 및 활동지원
- 문화관광 및 지역 축제 관련 인력 양성 및 교육
- 문화관광 관련 6차 산업 육성 및 지원
- 곤충엑스포의 종합계획 수립과 집행 등 관련 업무
- 그 밖의 재단법인의 목적 달성에 필요한 사업

## 연혁
- 2011년 05월 (재)예천곤충엑스포위원회 설립
- 2012년 7월 2012 예천곤충바이오엑스포 개최(2회)
- 2016년 7월 2016 예천세계곤충엑스포 개최(3회)
- 2019년 11월 2019 제3차 이사회 개최
- 2019년 12월 (재)예천문화관광재단으로 명칭 변경
- 2020년 12월 사무국장 영입
- 2021년 3월 사무국 인력 충원

## 조직
- 이사장
- 이사 및 감사
- 사무국장

- 운영팀
- 사업기획팀